# Malouetia isthmica
Malouetia isthmica är en oleanderväxtart som beskrevs av Markgraf och A.H Gentry. Malouetia isthmica ingår i släktet Malouetia och familjen oleanderväxter. Inga underarter finns listade i Catalogue of Life.